# Armstrong Siddeley
Armstrong Siddeley byl britský strojírenský podnik působící v první polovině 20. století. Vznikl v roce 1919 a nejvíce se proslavil výrobou luxusních vozidel a leteckých motorů.
Společnost byla založena poté, co firma Armstrong Whitworth koupila firmu Siddeley-Deasy, výrobce drahých motorových vozidel, které byly uváděny na trh pro horní část společnost. Po sloučení firem zaměření na kvalitu pokračovalo skrz výrobu automobilů, leteckých motorů, převodovek pro tanky a autobusy, raketové motory a vývoj železničních vozidel. Fúzí s firmami Hawker Aviation a Bristol Aero Motors se pokračovalo ve výrobě automobilů, ale ta byla v srpnu 1960 zastavena.
Společnost byla absorbována konglomerátem Rolls-Royce, která se zajímala o letectví a letecké motory. Zbývající součásti a všechny zájmy ohledně motorových vozidel byly nakonec prodány firmě Armstrong Siddeley Owners Club Ltd, která nyní vlastní patenty, návrhy, autorská práva a ochranné známky včetně jména Armstrong Siddeley.